# Trapania dalva
Trapania dalva is een slakkensoort uit de familie van de Goniodorididae. De wetenschappelijke naam van de soort is voor het eerst geldig gepubliceerd in 1972 door Ev. Marcus.